# آن هارينجتون
آن هارينجتون (بالإنجليزية: Anne Harrington)‏ هي أستاذة جامعية أمريكية، ولدت في 20 يونيو 1960.